# Achel-Statie
Achel-Statie, ook Achel-Station of Rodenrijt genaamd (in het Achels dialect Rundert), is een plaats in Achel, dat een deelgemeente van de Belgische gemeente Hamont-Achel is. Achel-Statie is gelegen ten noordwesten van Achel-centrum.

## Geschiedenis
Al van in de middeleeuwen stond de plaats bekend als Rodenrijt. Kanunnik Theodoor van Rodenrijt (ca. 1360-1437), schatbewaarder van het Kapittel van Sint-Servaas, bezat er een erfgoed.
Nadat spoorlijn 18, die Hasselt via Neerpelt met Eindhoven verbond, in 1866 werd aangelegd, kwam de naam "Achel-Statie" in omloop. Te Achel-Statie lag sinds 1866 het stationsgebouw van Achel, dat bij het gehucht Rodenrijt werd gebouwd. Dit station, vlak bij de grens met Nederland, werd gesloten voor reizigersvervoer in 1948 en voor goederenvervoer in 1959. Het gebouw ligt ten grondslag aan een later gebouwd bedrijventerrein. Het spoorwegtracé is sinds 1987 voor een deel in gebruik als fietspad. Er bestond een complex van quarantainestallen voor uit Nederland afkomstig vee.
In het jaar 1948 werd Achel-Statie een zelfstandige parochie. De plaats bezit de kerk van de Heilige Kruisvinding, ontworpen door K. Daniëls en ingezegend in 1961. Het is een modern bakstenen kerkgebouw met een orgel uit 1963.
Er zijn nog enkele industriegebouwen die met de spoorweg samenhangen, verder is er lintbebouwing en een villabos uit omstreeks 1960.

## Geografie
Het gebied ligt ten oosten van de Voorterloop, die in de Haagbroekerloop stroomt, welke ter hoogte van de Achelse Kluis in de Warmbeek uitmondt en aldus de Tongelreep vormt wanneer ze over de grens naar Nederland stroomt. In de omgeving liggen vele natuurgebieden, zie onder Achel.

### Nabijgelegen kernen
Achel, Achelse Kluis, Borkel en Schaft.

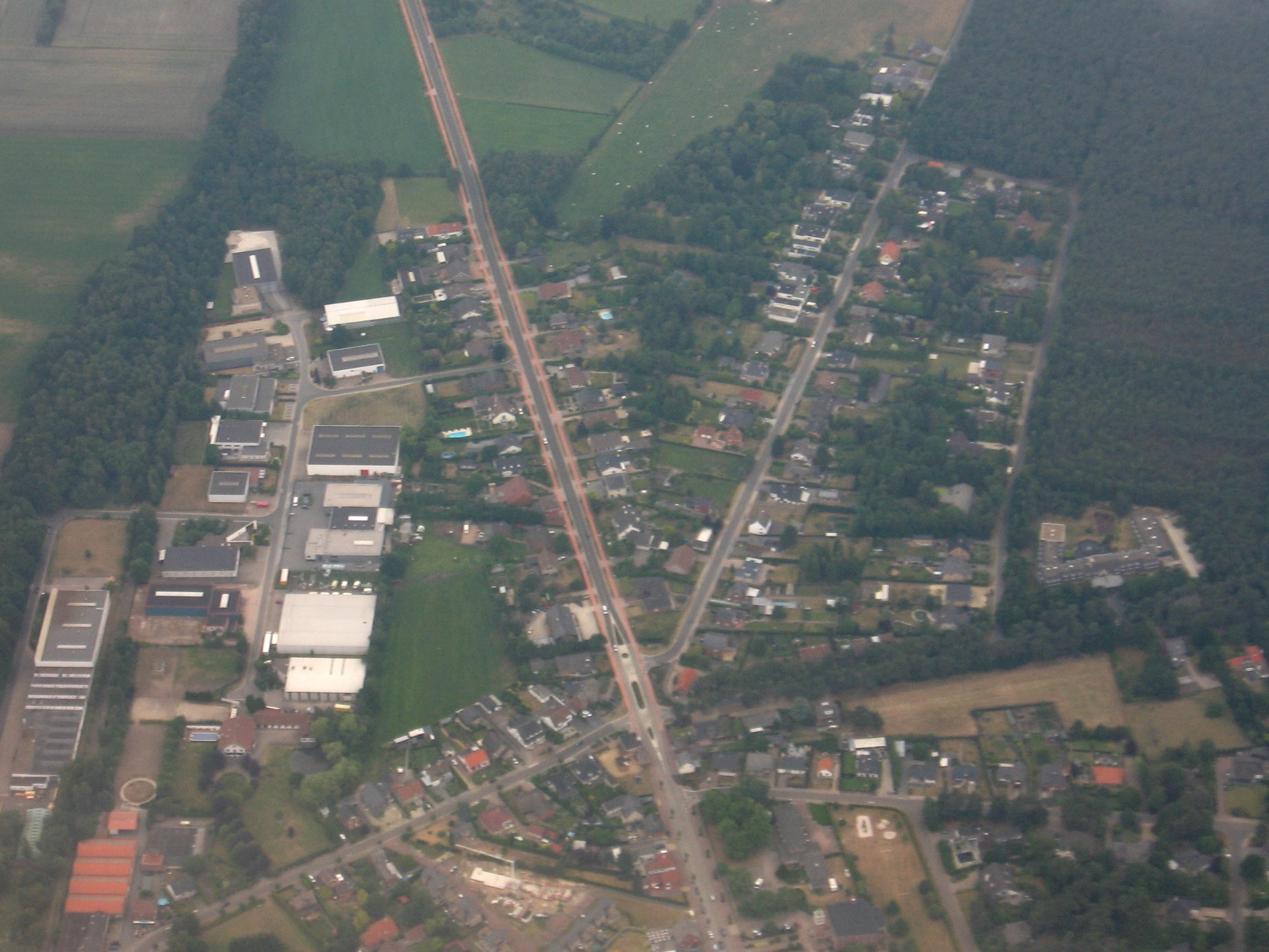
Luchtfoto Achel-Statie
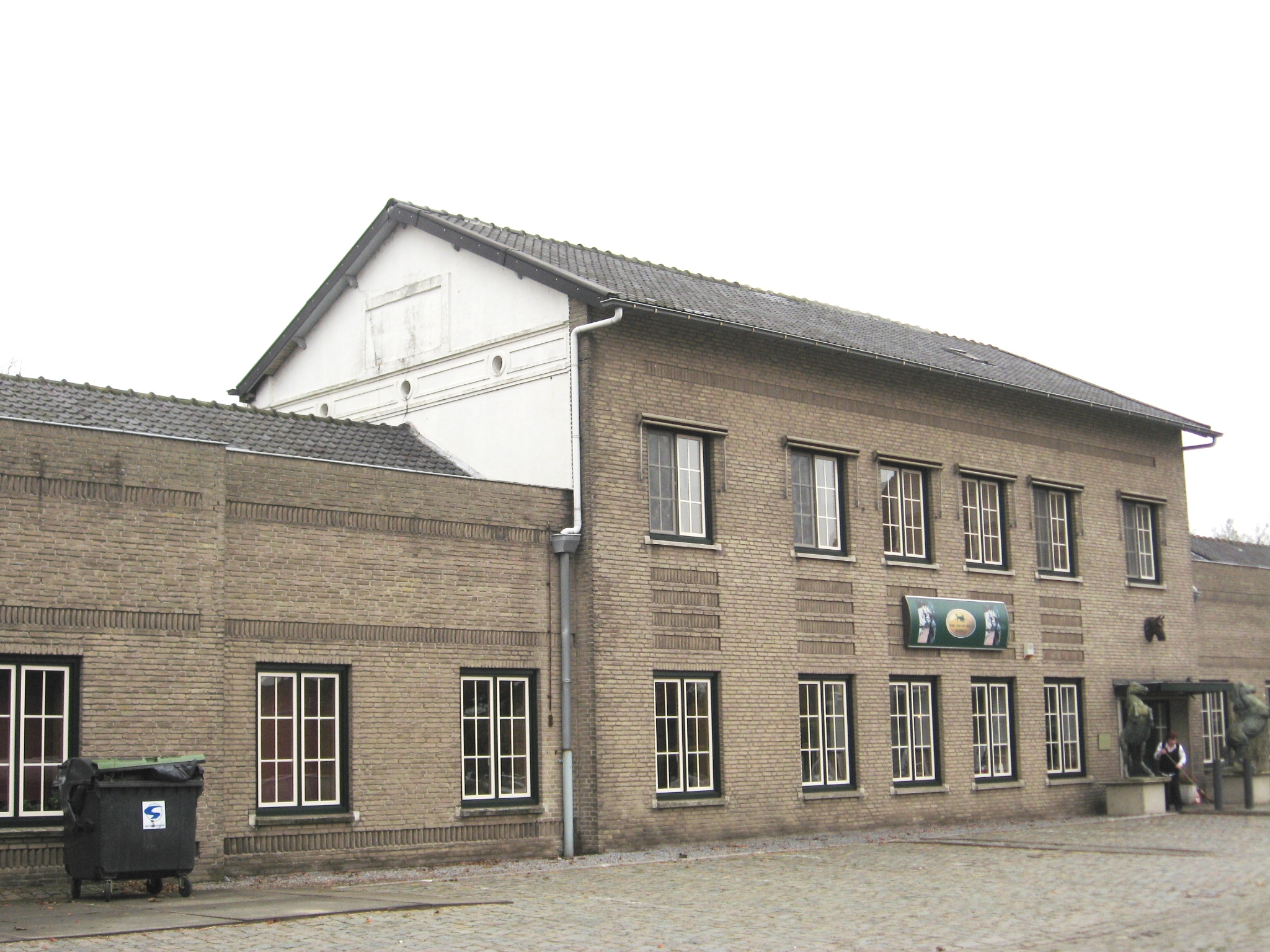
Het voormalige station
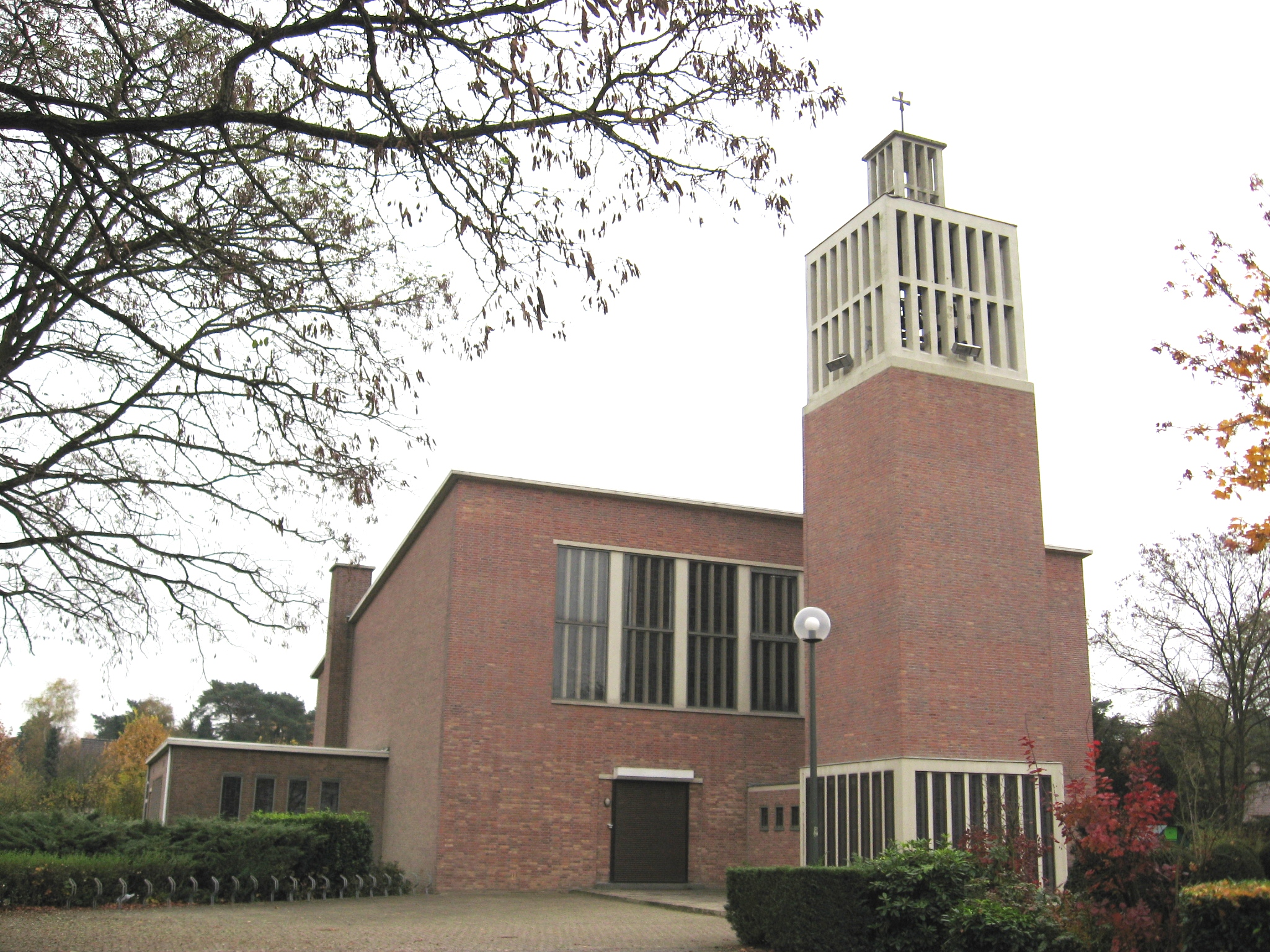
Kerk van de Heilige Kruisvinding

Deelgemeenten: Achel · Hamont

Overige kernen: Achel-Statie · 't Lo

Belgische gemeenten · Arrondissement Maaseik · Limburg · Vlaanderen